# Пліскув
Пліскув (пол. Plisków) — село в Польщі, у гміні Лісневичі Холмського повіту Люблінського воєводства. Населення — 166 осіб (2011).

## Історія
За даними етнографічної експедиції 1869—1870 років під керівництвом Павла Чубинського, у селі здебільшого проживали греко-католики, які розмовляли українською мовою.
У 1921 році село входило до складу гміни Раколупи Холмського повіту Люблінського воєводства Польської Республіки.
У 1975—1998 роках село належало до Холмського воєводства.

## Демографія
Станом на 10 вересня 1921 року в селі налічувалося 75 будинків та 348 мешканців, з них:
- 171 чоловік та 177 жінок;
- 250 православних, 87 римо-католиків, 11 юдеїв;
- 249 українців, 88 поляків, 11 євреїв.

Демографічна структура станом на 31 березня 2011 року:
|          | Загалом | Допрацездатний вік | Працездатний вік | Постпрацездатний вік |
| -------- | ------- | ------------------ | ---------------- | -------------------- |
| Чоловіки | 84      | 22                 | 50               | 12                   |
| Жінки    | 82      | 20                 | 44               | 18                   |
| Разом    | 166     | 42                 | 94               | 30                   |